# Boissonneaua
Boissonneaua är ett släkte med fåglar i familjen kolibrier som återfinns i Sydamerika som endast omfattar tre arter:
- Hyacintkolibri (B. jardini)
- Ockrastjärtad kolibri (B. flavescens)
- Kastanjebröstad kolibri (B. matthewsii)